# II. Hammer

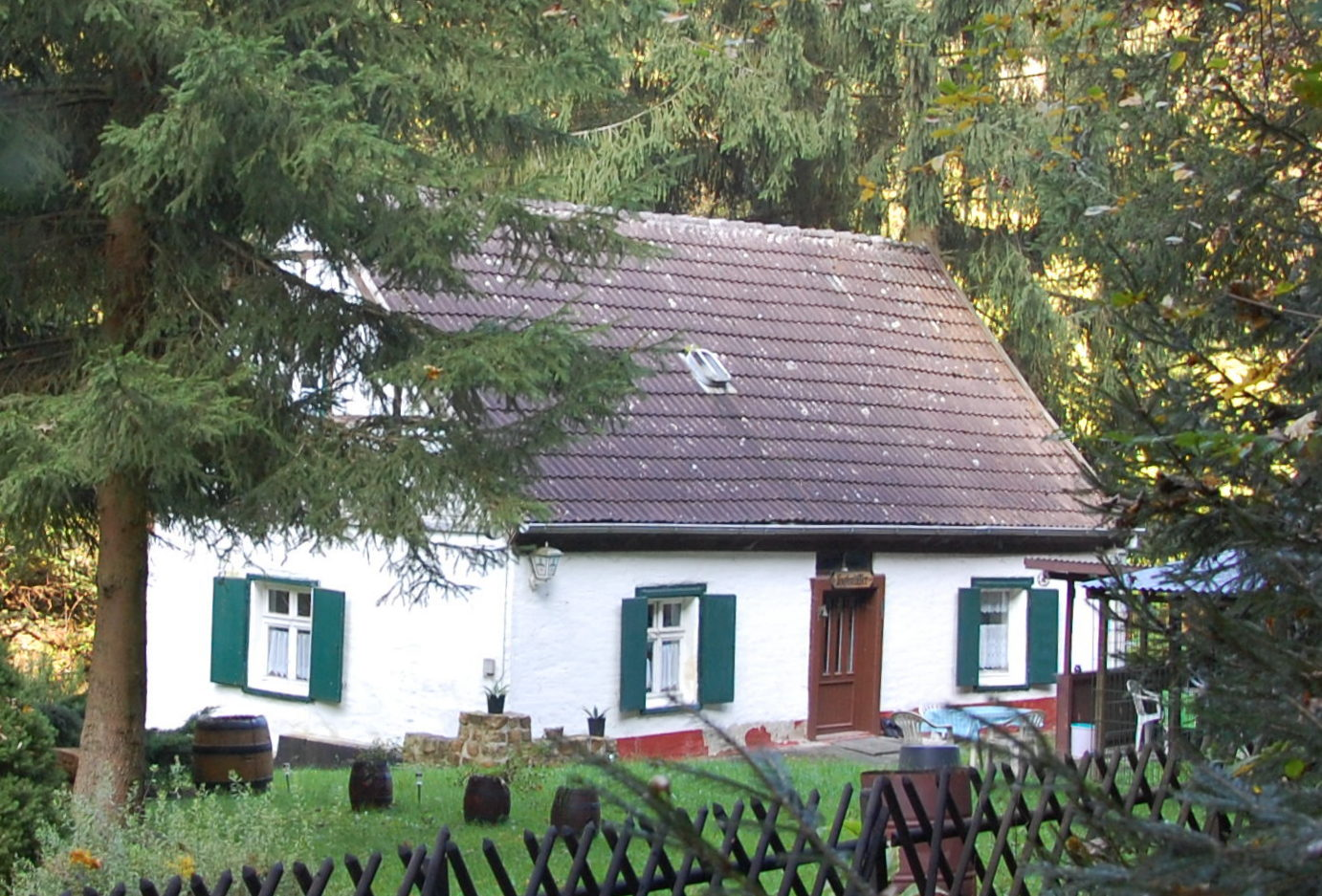
II. Hammer

II. Hammer, auch Zweiter Hammer oder II. Friedrichshammer genannt, ist ein Ortsteil von Mägdesprung, das seinerseits als Ortsteil zur Stadt Harzgerode im sachsen-anhaltischen Landkreis Harz gehört. Darüber hinaus ist es als Hammerwerk im örtlichen Denkmalverzeichnis eingetragen.

## Lage
Der II. Hammer liegt im Selketal im Harz an der Kreisstraße von Mägdesprung zur Selkemühle. Durch den Ort fließt die Selke.

## Geschichte
Der nur wenige Häuser umfassende Ortsteil, der auch als II. Friedrichshammer bezeichnet wird, entstand im Jahr 1780 und somit drei Jahre nach Errichtung des weiter westlich gelegenen I. Hammers. Der Name Friedrichshammer verweist auf den Begründer der Werke, den Fürst Friedrich Albrecht von Anhalt-Bernburg. Der II. Hammer diente als Erweiterung des Hüttenwerks in Mägdesprung und verfügte über ein Frischfeuer und einen Stabeisenhammer. 1842 wurde der Hammer zur  Schmiede umgebaut und dann so bis 1855 betrieben. Die zwei ehemaligen Hammergebäude wurden später zu Wohnzwecken umgebaut. Unterhalb der Häuser befindet sich noch der historische Hammergraben mit im Bereich der Fundamente noch erkennbaren Mundlöchern. Erhalten ist auch die komplette Hammerrösche samt Einlaufmundloch und die Uferbefestigung. Darüber hinaus sind die aus Basaltschiefer gebauten Widerlager der ehemaligen Brücke.
Als Schreibweise des Ortsnamens ist auch die ausgeschriebene Form Zweiter Hammer gebräuchlich.